# Giuramento di sangue (film 1940)
Giuramento di sangue (20 Mule Team) è un film del 1940 diretto da Richard Thorpe.

## Trama

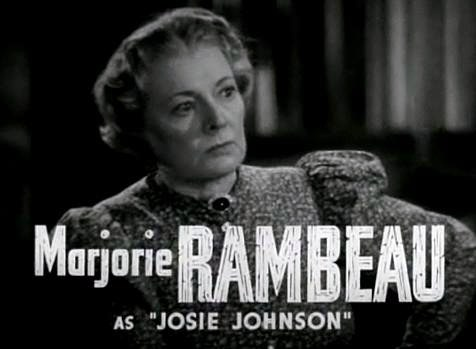
Marjorie Rambeau

## Produzione
Il film fu prodotto da J. Walter Ruben per la Metro-Goldwyn-Mayer (MGM). Venne girato in California, nel valle della morte e in Nevada, a Las Vegas.

## Distribuzione
Distribuito dalla Metro-Goldwyn-Mayer (MGM), il film uscì nelle sale cinematografiche USA il 3 maggio 1940.